# اونو اوهرلوند
اونو اوهرلوند (انگلیسی: Uno Öhrlund؛ زادهٔ ۲۲ may ۱۹۳۷ (۸۷ سال)) ورزشکار هاکی روی یخ اهل سوئد است.
وی در مسابقات کشوری و بین‌المللی در مجموع برندهٔ ۱ مدال طلا، ۲ مدال نقره، ۱ مدال برنز شده‌است.